# Tip 74
Tip 74 (japanski:74式戦車) je glavni borbeni tenk japanskih kopnenih snaga. Razvila ga je tvrtka Mitsubishi Heavy Industries. Zamijenio je stariji Tip 61 tenk. 

## Razvoj
JGSDF je počeo s projektom dizajniranja novog tenka s Mitsubishi company 1962. godine. Povod toga bila je činjenica da se stariji japanski Tip 61, tadašnji glavni borbeni tenk, nije mogao mijeriti s tadašnjim modernim sovjetskim tenkovima, kao što je T-62. Napravljeno je nekoliko prijedloga, od kojih su neki uključivali dijelove suspenzije s MBT-70 tenka, kupolu od lijevanog čelika s njemačkog Leopard 1 tenka i L7 top. Originalne ideje uključivale su rotacijsku kupolu za zapovjednika i novi automatski punjač za glavni top. Dizaj je bio dovršen 1964., a testiranja su izvedena na vojnim poligonima između 1964. i 1967. godine.
Prvi prototip, nazvan STB-1, je isporučen krajem 1968. godine i prošao je kroz mnoge dizajnerske izmjene i prilagođavanja do 1969. godine. Automatski punjač glavnog topa pokazao se previše kompliciran i preskup za ugradnju, pa je maknut kao i daljinski upravljana protuzrakoplovna strojnica. Kupola je produžena. Ove izmijene rezultirale su novim prototipom, STRB-3, koji je dovršen 1971. godine. Konačna izvedba i zadnji prototip, nazvan STB-6 je dovršen 1973. godine. Serijska je proizvodnja počela u rujnu 1975., a tenk je službeno nazvan Tip 74. Do siječnja 1980. napravljeno je 225 Tip 75 tenkova. Do kraja serijske proizvodnje 1989. ukupno je napravljeno 893 primjeraka. 
Tijekom službe, tenkovi su nadograđeni s infracrvenim vizorom za zapovjednika i topnika. Dodan je i laserski daljinomjer u zapovjednikovu kupolu. Oprema uključuje još i digitalno balističko računalo. U borbenom kompletu se umjesto visokoeksplozivnih granata od tada nalaze APFSDS granate (potkalibarna granata za gađanje oklopnih vozila) i HEAT-MP granata (za više namijena).
Tip 74 je bio u cijelosti zastario i prije nego što je ušao u službu. Planirano je da ga Tip 90 u potpunosti zamijeni u službi, no zbog kraja hladnog rata taj plan je pao u vodu. Godine 1993. četiri Tip 74 tenka su bila nadograđena na novi Tip 74 Kai (改) standard. Program i postupak modernizacije je bio previše skup, pa je zbog toga taj projekt odbačen.

## Korisnici
- Japan - 893 proizvedeno između 1975. i 1989. godine. Godine 2000. u aktivnoj službi bilo ih je 870, a 2006. se taj broj smanjio na 700.[2]

## Vanjske poveznice
- (japanski) Official JGSDF Page.
- (en) Globalsecurity.org
- (en) onwar.com  Arhivirana inačica izvorne stranice od 7. studenoga 2013. (Wayback Machine)
- (en) FAS
- (en) historyofwar.org